# Chotěboř
Chotěboř (niem. Chotiebors, Chotjebor, lub Chotieborsch) − miasto w Czechach, w kraju Wysoczyna. Według danych z 31 grudnia 2003 powierzchnia miasta wynosiła 5405 ha, a liczba jego mieszkańców 9849 osób.

## Demografia
| Rok             | 1970 | 1980 | 1991 | 2001 | 2003 |
| --------------- | ---- | ---- | ---- | ---- | ---- |
| Liczba ludności | 8111 | 9407 | 9352 | 9870 | 9849 |

Źródło: Czeski Urząd Statystyczny